# شیپیو آفریکانوس: شکست هانیبال
شیپیو آفریکانوس: شکست هانیبال (انگلیسی: Scipio Africanus: The Defeat of Hannibal) یک فیلم درام تاریخی ایتالیایی به کارگردانی کارمینه گالونه است که در سال ۱۹۳۷ منتشر شد.
این فیلم دربارهٔ پوبلیوس کورنلیوس شیپیو از زمان آغاز دیکتاتوری‌اش تا زمان شکست دادنِ هانیبال در نبرد زاما است.
سرمایه‌گذاری این فیلم توسط بنیتو موسولینی انجام شد و هدف از تولید آن، پروپاگاندایی برای رژیم فاشیستی ایتالیا جهت حمله به شمال آفریقا بود. در ساخت این فیلم از یکی از لشکرهای ارتش ایتالیا به‌عنوان سیاهی لشکر استفاده شده که البته پس از پایان ایفای نقش، همگی به جنگ داخلی اسپانیا اعزام شدند.

## بازیگران
- آنیباله نینکی در نقش پوبلیوس کورنلیوس شیپیو
- کامیلو پیلوتو در نقش هانیبال
- ممو بناسی در نقش کاتو
- فوسکو جاکتی
- فرانچسکا براجوتی
- گولی‌یلمو بارنابو
- ایسا میراندا
- کارلو نینچی
- کارلو لومباردی
- لامبرتو پیکاسو
- چیرو گالوانی
- پی‌یرو کارنابوچی
- جینو ویوتی
- مارچلو اسپادا